# LIM-49A Спартан
LIM-49A Спартан (на английски: LIM-49A Spartan) е американска тристепенна земя-въздух анти-балистична ракета, носеща 5 мегатонна W71 термоядрена бойна глава, произведена от компаниите Western Electric & McDonnell Douglas.
Ракетата се изстрелва от подземни силози, като пуска е дистанционен, а ракетата е радиоуправляема. Бойната глава на „Спартан“ е проектирана да разруши противниковите балистични ракети посредством радиационно електромагнитно излъчване (ЕМИ) – следствие на термоядрена експлозия, което унищожава електрическите схеми на балистичната ракета.
Ракетите „Спартан“ се на служба в армията на САЩ само за няколко месеца, от октомври 1975 до началото на 1976 година. Високата цена и исканията на СССР за съкращаване на ядрените оръжия по договорите САЛТ прекъсват производството и развитието на ракетите.